# Królów Las
Królów Las is een plaats in het Poolse district  Tczewski, woiwodschap Pommeren. De plaats maakt deel uit van de gemeente Morzeszczyn en telt 160 inwoners.